# Zamach w Bagdadzie (1 lutego 2008)
Zamach samobójczy w Bagdadzie miał miejsce 1 lutego 2008 roku i były to dwa terrorystyczne ataki samobójcze w których zginęło 98 osób, a zostało 208 rannych. 

## Zamachy
Pierwszy wybuch nastąpił o 10:20 czasu miejscowego na rynku al-Gahl i został spowodowany przez kobietę-samobójczynię. Następna eksplozja miała miejsce ok. 20 minut później w południowo-wschodniej części irackiej stolicy na targu z ptakami. Łącznie w obu wybuchach zginęło 98 osób, a 208 odniosło rany.
Zamachy zostały przeprowadzone tuż przed porannymi piątkowymi modlitwami, gdy wiele osób robiło zakupy.
Qassim al-Moussawi, naczelny rzecznik wojskowy w Bagdadzie powiedział, że kobiety-samobójczynie mogły być upośledzone umysłowo i dlatego były nieświadome swojego czynu. Przy zwłokach kobiet znaleziono urządzenia, świadczące o zdalnej detonacji materiałów wybuchowych. Na początku sądzono, że kobiety cierpiały na chorobę Zespołu Downa, lecz kolejne raporty wskazywały, iż kobiety cierpiały na depresję oraz schizofrenię.

## Reakcje
- Irak - Nuri al-Maliki, premier Iraku powiedział, że wykorzystywanie osób niepełnosprawnych przez terrorystów jest moralną degradacją.